# Korfbal 1981-1982
Korfbalseizoen 1981-1982 is een korfbalseizoen van het KNKV. In dit seizoen telt de veldcompetitie een Hoofdklasse waarbij elk team 18 wedstrijden speelt en in de zaalcompetitie zijn 2 Hoofdklassen waarbij elk team 14 wedstrijden speelt.

## Veldcompetitie KNKV
In seizoen 1981-1982 was de hoogste Nederlandse veldkorfbalcompetitie in de KNKV de Hoofdklasse; 1 poule met 10 teams. Het kampioenschap is voor het team dat na 18 competitiewedstrijden de meeste wedstrijdpunten heeft verzameld. Een play-off systeem was niet van toepassing. Enkel bij een gedeelde eerste plaats zou er een beslissingswedstrijd gespeeld moeten worden. De onderste twee ploegen degraderen.
Hoofdklasse Veld
| pos | club           | gs | w  | g | v  | pnt | dv  | dt  | dt  |
| --- | -------------- | -- | -- | - | -- | --- | --- | --- | --- |
| 1.  | DOS'46         | 18 | 10 | 4 | 4  | 24  | 161 | 128 | +33 |
| 2.  | ROHDA          | 18 | 11 | 1 | 6  | 23  | 163 | 139 | +24 |
| 3.  | AKC Blauw-Wit  | 18 | 8  | 4 | 6  | 20  | 157 | 161 | -4  |
| 4.  | Deetos         | 18 | 8  | 3 | 7  | 19  | 163 | 139 | +24 |
| 5.  | PKC            | 18 | 6  | 7 | 5  | 19  | 151 | 152 | -1  |
| 6.  | Fortuna        | 18 | 6  | 6 | 6  | 18  | 146 | 135 | +11 |
| 7.  | Allen Weerbaar | 18 | 8  | 2 | 8  | 18  | 132 | 134 | -2  |
| 8.  | LUTO           | 18 | 6  | 6 | 6  | 18  | 126 | 132 | -6  |
| 9.  | SAMOS          | 18 | 7  | 3 | 8  | 17  | 133 | 135 | -2  |
| 10. | Steeds Hooger  | 18 | 1  | 2 | 15 | 4   | 113 | 190 | -77 |

| Veldkampioen van Nederland 1982 |
| ------------------------------- |
| DOS'46                          |

## Zaalcompetitie KNKV
In seizoen 1981-1982 was de hoogste Nederlandse zaalkorfbalcompetitie in de KNKV de Hoofdklasse; twee poules met elk acht teams. Het kampioenschap is voor de winnaar van de kampioenswedstrijd, waarin de kampioen van de Hoofdklasse A tegen de kampioen van de Hoofdklasse B speelt.
 Hoofdklasse A
| pos | club          | gs | w | g | v  | pnt | dv  | dt  | dt  |
| --- | ------------- | -- | - | - | -- | --- | --- | --- | --- |
| 1.  | Deetos        | 14 | 9 | 2 | 3  | 20  | 164 | 140 | +24 |
| 2.  | Fortuna       | 14 | 8 | 2 | 4  | 18  | 152 | 139 | +13 |
| 3.  | PKC           | 14 | 8 | 2 | 4  | 18  | 153 | 142 | +11 |
| 4.  | ROHDA         | 14 | 8 | 1 | 5  | 17  | 174 | 150 | +24 |
| 5.  | AKC           | 14 | 6 | 1 | 7  | 13  | 166 | 185 | -29 |
| 6.  | Archipel      | 14 | 5 | 2 | 7  | 12  | 160 | 170 | -10 |
| 7.  | Steeds Hoger  | 14 | 4 | 2 | 8  | 10  | 153 | 179 | -26 |
| 8.  | Ons Eibernest | 14 | 1 | 2 | 11 | 4   | 160 | 177 | -17 |

Hoofdklasse B
| pos | club           | gs | w  | g | v  | pnt | dv  | dt  | dt  |
| --- | -------------- | -- | -- | - | -- | --- | --- | --- | --- |
| 1.  | DOS'46         | 14 | 11 | 1 | 2  | 23  | 164 | 146 | +22 |
| 2.  | SCO            | 14 | 8  | 2 | 4  | 18  | 164 | 150 | +14 |
| 3.  | LDO            | 14 | 6  | 4 | 4  | 16  | 176 | 168 | +12 |
| 4.  | AKC Blauw-Wit  | 14 | 5  | 4 | 5  | 14  | 145 | 154 | -9  |
| 5.  | Allen Weerbaar | 14 | 6  | 1 | 7  | 13  | 150 | 149 | +1  |
| 6.  | SAMOS          | 14 | 5  | 2 | 7  | 12  | 150 | 141 | +9  |
| 7.  | LUTO           | 14 | 5  | 1 | 8  | 11  | 137 | 162 | -15 |
| 8.  | KVS            | 14 | 2  | 1 | 11 | 5   | 159 | 175 | -16 |

De finale werd gespeeld op zaterdag 20 maart 1982 in de Rijnhal in Arnhem.
| Hoofdklasse Finale |        |    |
|                    |        |    |
| A1                 | Deetos | 8  |
| B1                 | DOS'46 | 10 |

| Zaalkampioen van Nederland 1982 |
| ------------------------------- |
| DOS'46                          |

## Prijzen
| Award                        | Winnaar             | Club   |
| ---------------------------- | ------------------- | ------ |
| Beste Speler                 | Wim Peetoom         | Deetos |
| Beste Speelster              | Rini van der Laan   | LUTO   |
| Beste Debutant van het Jaar  | Peter van Drimmelen | PKC    |
| Beste Debutante van het Jaar | José Dogge          | Deetos |